# Districte de Námestovo
El districte de Námestovo - (eslovac) Okres Námestovo - és un dels 79 districtes d'Eslovàquia. Es troba a la regió de Žilina. Té una superfície de 690,46 km², i el 2013 tenia 60.653 habitants. La capital és Námestovo.

## Demografia
| Godina             | 1994   | 2004   | 2014   | 2024   |
| ------------------ | ------ | ------ | ------ | ------ |
| Nombre de persones | 52.553 | 57.428 | 60.954 | 64.651 |
| Diferència         |        | +9,27% | +6,13% | +6,06% |

| Godina             | 2023   | 2024   |
| ------------------ | ------ | ------ |
| Nombre de persones | 64.385 | 64.651 |
| Diferència         |        | +0,41% |

## Llista de municipis

### Ciutats
- Námestovo

### Pobles
Babín | Beňadovo | Bobrov | Breza | Hruštín | Klin | Krušetnica | Lokca | Lomná | Mútne | Novoť | Oravská Jasenica | Oravská Lesná | Oravská Polhora | Oravské Veselé | Rabča | Rabčice | Sihelné | Ťapešovo | Vasiľov | Vavrečka | Zákamenné | Zubrohlava
1. 1 2  «Počet obyvateľov podľa pohlavia - obce (ročne) [om7102rr_obce=AREAS_SK]».   Statistical Office of the Slovak Republic, 31-03-2025. [Consulta: 31 març 2025].